# Daniel Seniuk
Daniel Seniuk (* 1982 in Bamberg) ist ein deutscher Theater-Schauspieler.

## Leben
Daniel Seniuk wuchs in Bamberg auf. Nach seinem Abitur studierte von 2002 bis 2006 an der Hochschule für Musik, Theater und Medien Hannover. Sein erstes Engagement führte ihn von 2006 bis 2008 ans Staatstheater Mainz. Von dort aus ging es nach einer freischaffenden Phase ans Theater Orchester Biel Solothurn und ans Theater Erlangen. 2013 spielte er als „Lutz“ im Film Beinahe negativ mit.
Seit der Spielzeit 2015/16 ist er ein festes Ensemblemitglied am E.T.A.-Hoffmann-Theater unter der Intendantin Sibylle Broll-Pape.